# 由布惟明
由布 惟明（ゆふ これあき）は、戦国時代から安土桃山時代にかけての武将。立花氏の家臣。由布惟克（加賀守）系由布氏当主。戸次四天王の一人。

## 経歴
『柳河藩享保八年藩士系図』では登場しないが『将士軍談』では兄・惟重がいたが、惟重は分家して大友氏に仕え、家督は惟明が継いだとする。父・由布家続は天正2年（1574年）に致仕。
『将士軍談』によると永禄7年（1564年）3月25日に豊前国柳浦合戦において16歳で初陣して以降、大小38の合戦に従軍し、14枚の感状をもらったという。また筑前国嘉良山城(唐山城)城代を勤め、宇美郷内75町を領するという。
『柳河藩享保八年藩士系図』の立花八次郎系譜に掲載される高橋鎮種（主膳入道紹運）が天正9年（1581年）に立花宗茂が立花氏養子になる際に家臣に出した覚に「由布大炊介」の名が見える。また、『柳河藩享保八年藩士系図』の堀善右衛門系譜に掲載される天正14年（1586年）の知行打渡状の連署の中に「由布大炊介惟時」の名が見える。
『将士軍談』によると天正15年（1587年）に柳川において700石を与えられたが、同年に起こった和仁城攻めにおいて、城主の弟である和仁親範（弾正）に討ち取られて39歳で戦死する。
一說には､同じ和仁城攻めの際、先鋒となって一番乗りの功を立てたが、耳が不自由なために家来の声が届かず、和仁方の中村治部少輔の弓矢により討ち死にした。
のち当地の村人達は彼を丁重に葬り、彼の墓石を「耳の神様」として代々供養された。

## 系譜
- 父：由布家続
- 母：靏原鑑員（玄蕃頭、大友氏家臣）の娘
- 室：吉田連正（右京）の娘
- 兄弟
  - 兄：由布惟重 - 伊豆守
- 子女
  - 女子：立花道雪の養女 - 大鳥居信岩室
  - 男子：由布惟貞 - 二代目大炊助、勝右衛門、鉄運
  - 男子：由布惟賢